# Heart of Stone
"Heart Of Stone" er en sang fra det engelske rock ’n’ roll band The Rolling Stones, og var første gang at finde på albummet The Rolling Stones, Now!.  

## Inspiration
Skrevet af Mick Jagger og Keith Richards er ”Heart Of Stone” stærkt inspireret af blues og R&B, og er en af deres første originale kompositioner udgivet som hovedsinglen. 
I sin anmeldelse af sangen sagde Richie Unterberger: "'Heart of Stone' er en langsom og sjælfuld, dramatisk ballade med den slags utydelige, summende guitarer der kan høres på mange af de tidligere Rolling Stones langsomme numre . 
I sangen diskutere sangeren sit liv som kvindebedårer, og hvordan en bestemt pige ikke kan slå hans hjerte itu:
| Citat | There've been so many girls that I've known; I've made so many cry and still I wonder why; Here comes the little girl; I see her walking down the street; She's all by herself, I try and knock her off her feet; But she'll never break, never break, never break, never break, This heart of stone | Citat |
|       | |       |

## Indspilning og udgivelse
Optagelserne begyndte den 2. november, 1964, på  Los Angeles RCA Studios. Hver af The Stones medlemmerne spiller deres respektive instrumenter. Jagger synger, Richards og Brian Jones på guitarer, Bill Wyman på bass, og Charlie Watts på trommerne. Jack Nitzsche spiller både tamburin og klaver.
”Heart Of Stone” blev udgivet i december, 1964, og blev deres anden Top 20 hit i USA, hvor den fik en 19. plads. Sangen blev derefter udgivet det efterfølgende februar kun på det amerikanske album The Rolling Stones, Now!, og blev ikke udgivet i England før i september 1965, ved udgivelsen af Out of Our Heads. Nummeret ville senere komme på opsamlingsalbummerne Hot Rocks og Big Hits (High Tide and Green Grass).
En anden og længere version blev udgivet i 1975 på albummet Metamorphosis, og den version blev optaget den 21-23. juli 1964 med Jimmy Page på guitar, og Clem Cattini på trommer, højst sandsynlige som en demo.

### Fodnote
1. ↑  http://wc03.allmusic.com/cg/amg.dll?p=amg&token=&sql=33:jbfwxx9sldse (Webside+ikke+længere+tilgængelig)